# San Francisco Municipal Railway

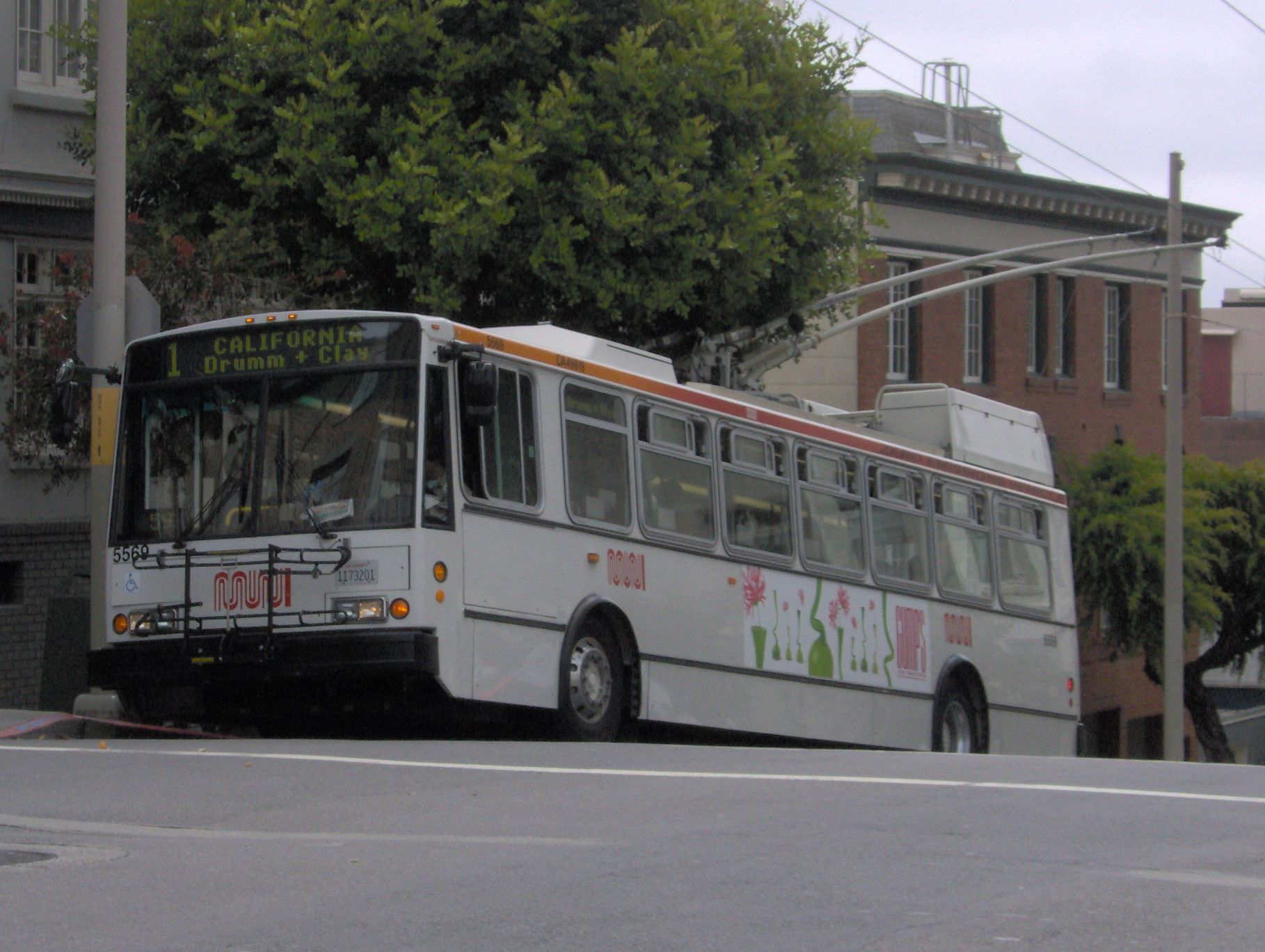
Троллейбус в Сан-Франциско с логотипом Muni

San Francisco Municipal Railway (в буквальном переводе — муниципальная железная дорога Сан-Франциско) — организация-оператор общественного транспорта города и округа Сан-Франциско (США). В разговорном языке San Francisco Municipal Railway для краткости обычно называют просто Muni.
Транспортная система Muni работает 365 дней в году, 24 часа в сутки. Ночью, с 1:30 до 5:30, работают только автобусы, при этом они ходят по особым ночным маршрутам, отличающимся от дневных.
В систему Muni входят пять видов общественного транспорта: автобус, троллейбус, современный скоростной трамвай, исторический электрический трамвай и исторический кабельный трамвай. В общей сложности количество маршрутов Muni составляет восемьдесят, из них:
- 55 автобусных (на многих из которых используются сочленённые автобусы);
- 14 троллейбусных;
- 7 маршрутов современного трамвая;
- 3 маршрута исторического кабельного трамвая;
- 1 маршрут исторического электрического трамвая.

## Тарифы
За исключением кабельного трамвая плата за проезд с помощью специальной карты Clipper Card или MuniMobile составляет 2,50 доллара США (наличными 2,75) для взрослых; 1,25 (1,35) доллара для пожилых людей старше 65 лет, молодёжи в возрасте от 5 до 18 лет, людей с ограниченными возможностями и владельцев карт Medicare; и бесплатно для пожилых людей с низким и средним уровнем дохода, молодежи в возрасте от 5 до 18 лет, людей с ограниченными возможностями, проживающих в Сан-Франциско, и до трёх детей в возрасте до 5 лет на взрослого. Одна оплата даёт право на неограниченное количество пересадок на следующий вид транспорта в течение 90 – 120 минут. Проезд на кабельном трамвае — 7 долларов США в одну сторону без пересадок (или с доплатой при наличии у пассажира карточки Muni).